# Ukośnik marmurkowany
Ukośnik marmurkowany, stojaczek marmurkowany (Abramites hypselonotus) – gatunek ryby kąsaczokształtnej z rodziny ukośnikowatych (Anostomidae). Bywa hodowana w akwarium.

## Występowanie
Występuje w wodach pelagialnych Ameryki Południowej w rzekach: Amazonka, Orinoko, Paragwaj i Parana.

## Opis
Ryba pływająca skośnie, głową w dół. Osobniki walczące pomiędzy sobą przybierają pozycję poziomą.
Na ciele o ubarwieniu od ciemnoszarego do żółtoszarego występują poprzeczne pręgi. Grzbiet wypukły. Płetwy żółtawe, płetwa odbytowa czarno obrzeżona. Długość ciała dorosłych ryb wynosi przeciętnie 8 cm, maksymalnie do 14 cm. 
Dymorfizm płciowy jest słabo zaznaczony.
| Zalecane warunki w akwarium | Zalecane warunki w akwarium                  |
| --------------------------- | -------------------------------------------- |
| Zbiornik                    | duży                                         |
| Temperatura wody            | 22–28 °C                                     |
| Twardość wody               | do 18°n                                      |
| Skala pH                    | 6,0–7,5                                      |
| pokarm                      | żywy i roślinny, najchętniej pobierany z dna |

## Hodowla w akwarium
Młode ryby z tego gatunku są pokojowo usposobione wobec innych. Starsze stają się agresywne. W akwarium zalecane jest pozostawienie wolnej przestrzeni do pływania, kryjówek oraz gęstej roślinności umożliwiającej ukrycie się. Delikatne rośliny zostaną przez te ryby uszkodzone.